# Modeliv, Radomîșl
Modeliv (în ucraineană Моделів) este un sat în comuna Potiivka din raionul Radomîșl, regiunea Jîtomîr, Ucraina.

## Demografie
Componența lingvistică a localității Modeliv
     Ucraineană (99,49%)
     Alte limbi (0,51%)
Conform recensământului din 2001, majoritatea populației localității Modeliv era vorbitoare de ucraineană (99,49%), existând în minoritate și vorbitori de alte limbi.